# Општина Вецел (Хунедоара)
Вецел (рум. Veţel) општина је у Румунији у округу Хунедоара.
Oпштина се налази на надморској висини од 597 m.